# Obermarxloh
Obermarxloh ist ein Duisburger Stadtteil im Stadtbezirk Hamborn. Er hat 14.070 Einwohner (Stand: 31. Dezember 2023). und eine Fläche von 2,1 km².

## Geschichte
Auf dem heutigen Gebiet des Stadtteils lag der frühmittelalterliche Rittersitz Hoffmannshof.
Der Stadtteil besteht in seiner heutigen Form erst seit dem 1. Januar 1975. Im Zuge der Gebietsreform entstand der neue Stadtteil Röttgersbach aus Teilen Obermarxlohs und Fahrns. So liegt zum Beispiel die 1913 erbaute evangelische Lutherkirche der Kirchengemeinde Obermarxloh heute auf dem Gebiet von Röttgersbach.

## Ortslage
Im Norden wird der Stadtteil durch die Straße Im Holtkamp und die Güterbahnstrecke Oberhausen–Wesel von Röttgersbach, im Südosten durch die Obere Sterkrader Straße und die Gerlingstraße von Neumühl, im Südwesten durch die Duisburger Straße von Alt-Hamborn und im Nordwesten durch die ehemalige Bahntrasse der Grillowerke von Marxloh abgegrenzt. Fast die Hälfte der Fläche Obermarxlohs macht das in den Jahren 1900–1918 von Thyssen erbaute Dichterviertel aus. Das Dichterviertel ist die größte zusammenhängende Arbeitersiedlung Duisburgs und wurde inzwischen kernsaniert. Im Dichterviertel leben heute ca. 6.000 Menschen. Auch der 1912 erbaute Hamborner Bahnhof an der Markgrafenstraße liegt in Obermarxloh. Das Gebäude steht heute unter Denkmalschutz und ist zum größten Teil ungenutzt. Die Eisenbahnstrecke wird nur noch im Güterverkehr betrieben. Auf der Bezirkssportanlage von SW Westende Hamborn an der Kampstraße trägt der am 9. März 2016 gegründete Ballsportverein VfB Obermarxloh 2016 e. V. seit Februar 2025 seine Fußballspiele aus.

## Bilder

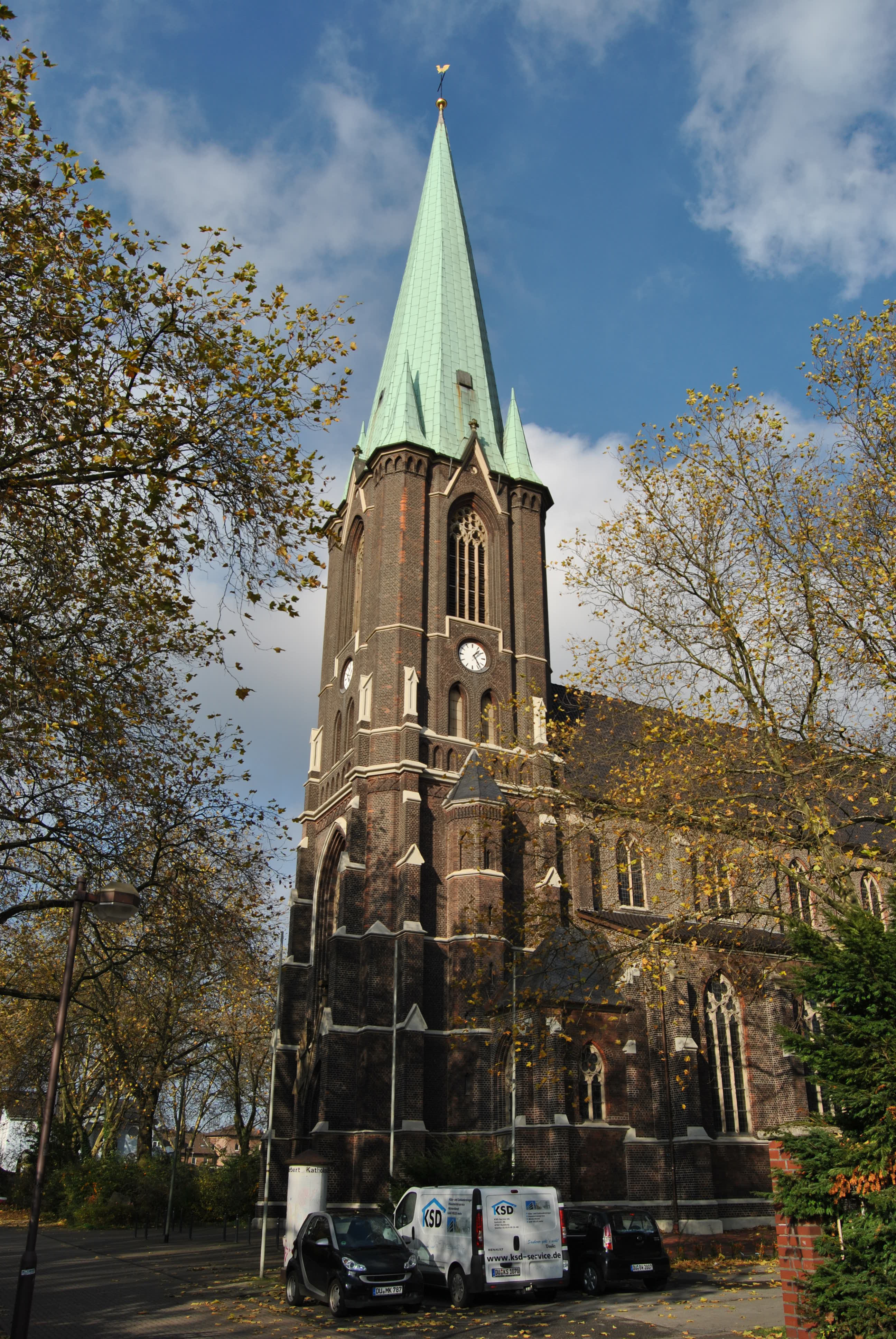
Katholische Pfarrkirche St. Norbert
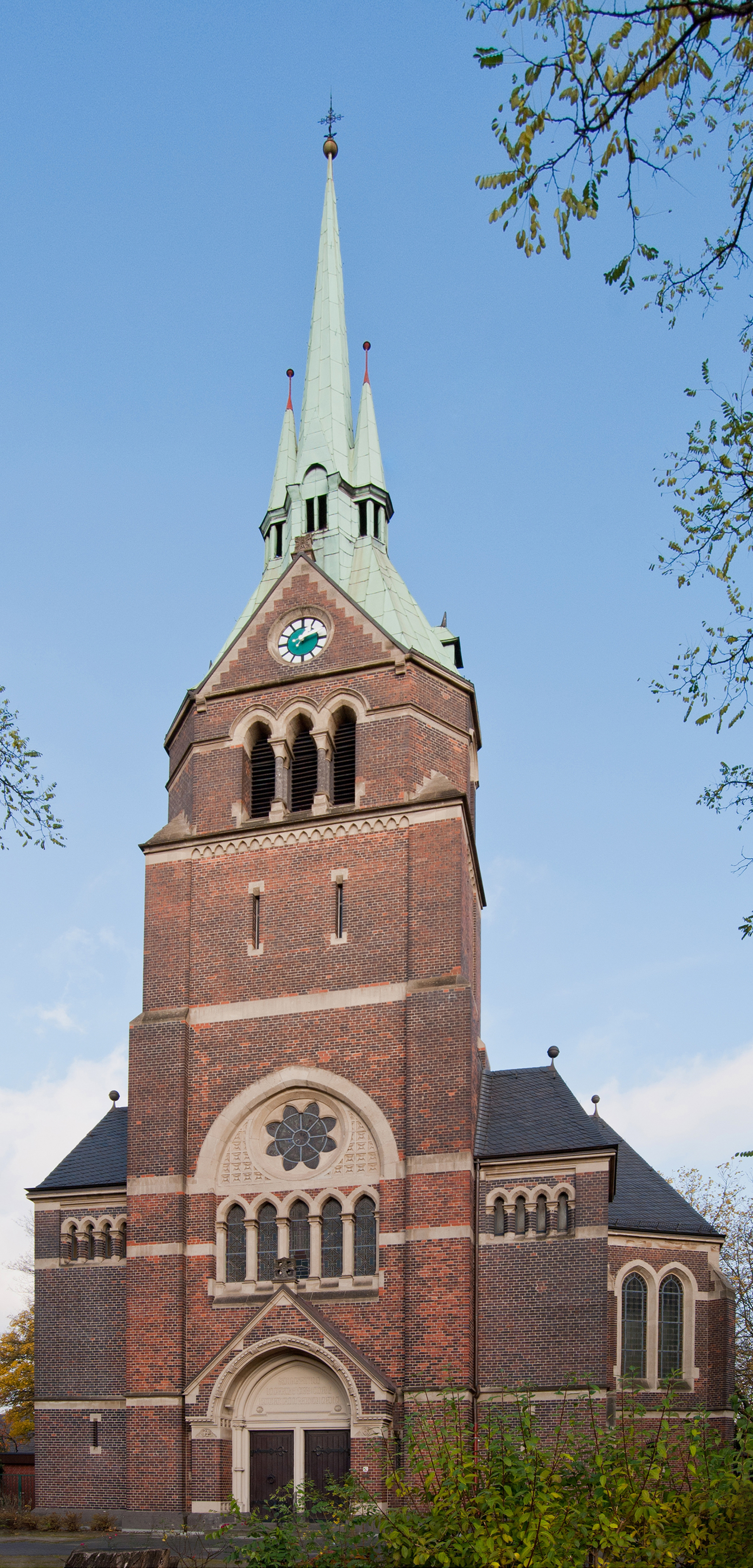
Evangelische Friedenskirche
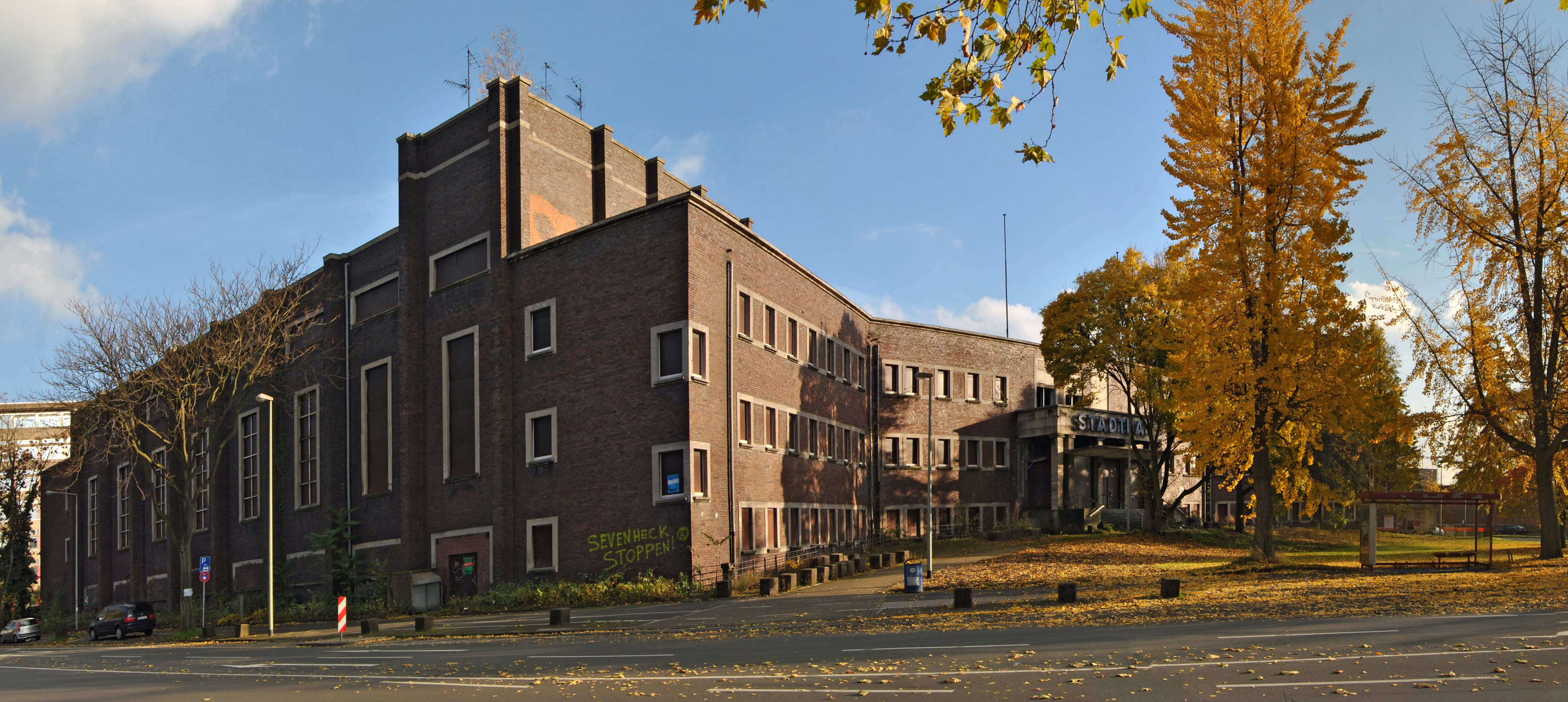
Ehemaliges Stadtbad Hamborn
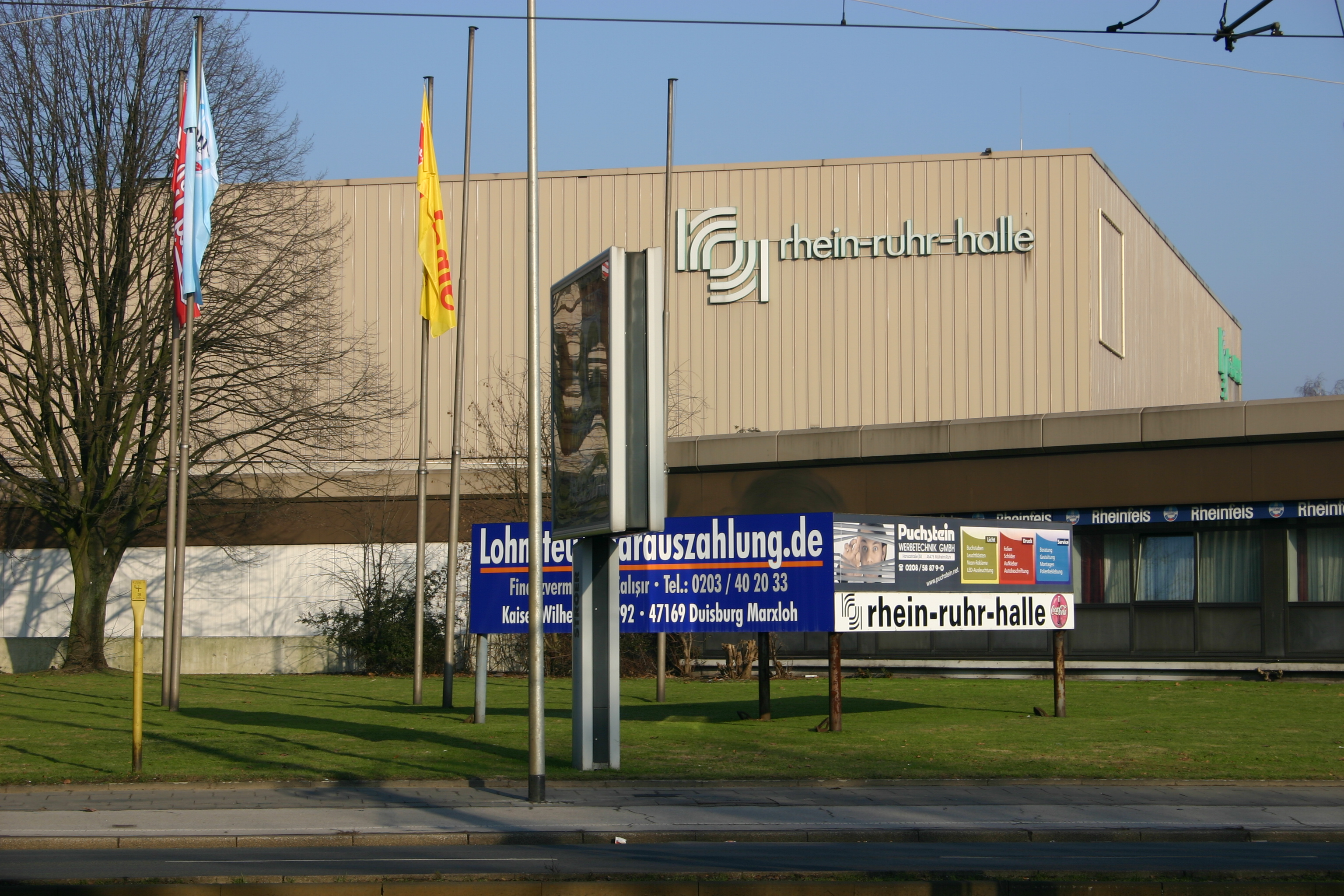
Rhein-Ruhr-Halle
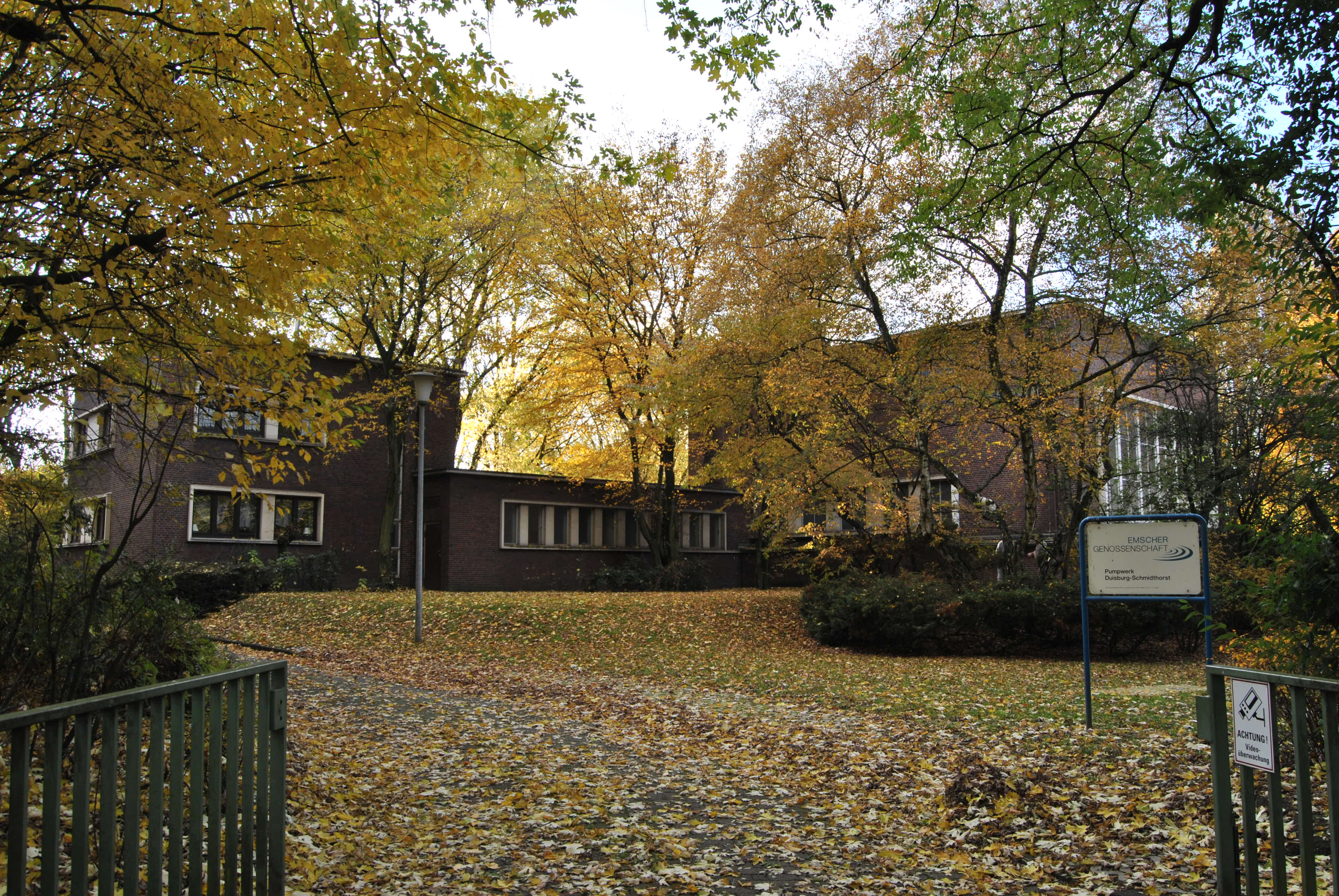
Pumpwerk Schmidthorst
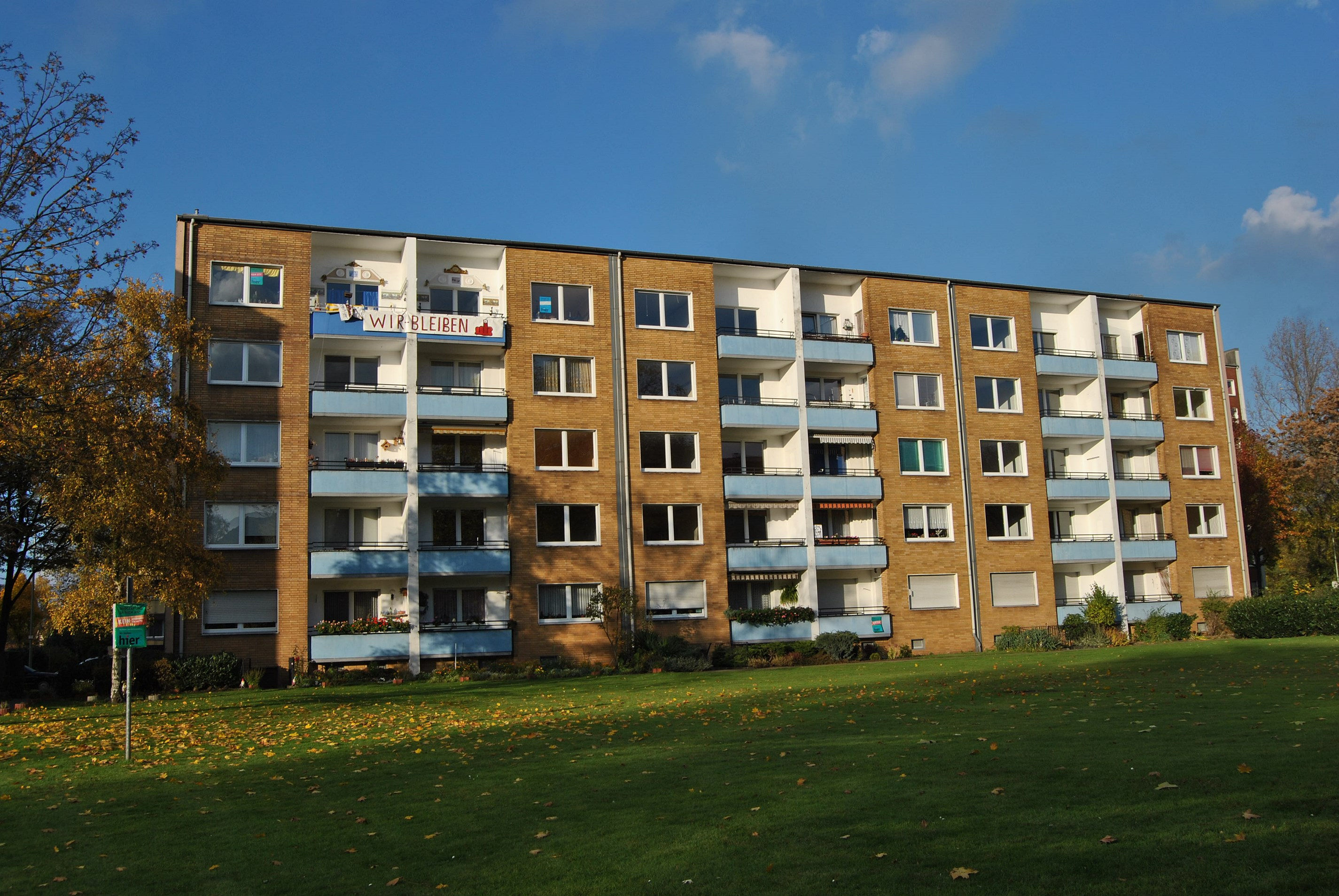
Zinkhüttensiedlung
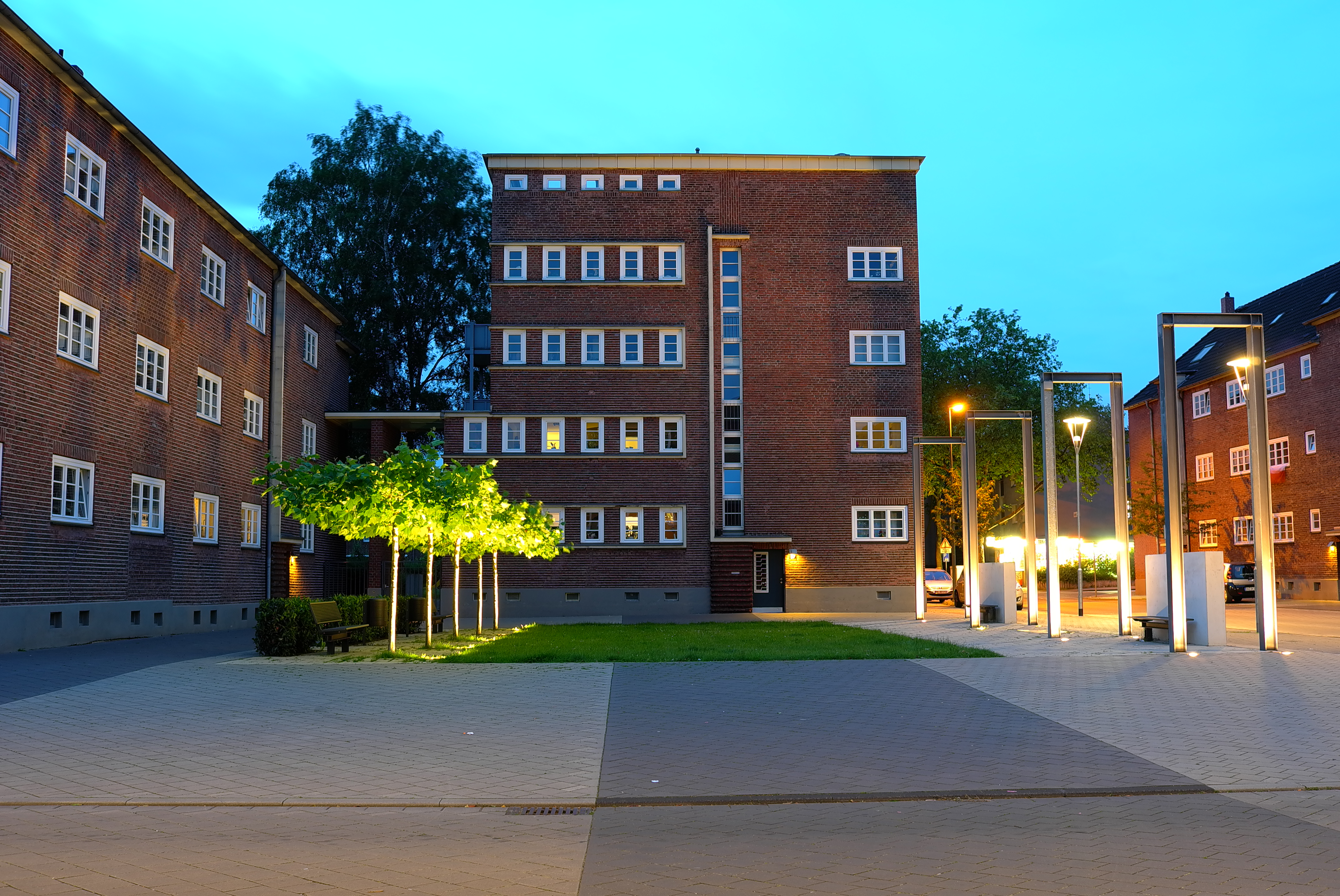
Bauhaus-Karree
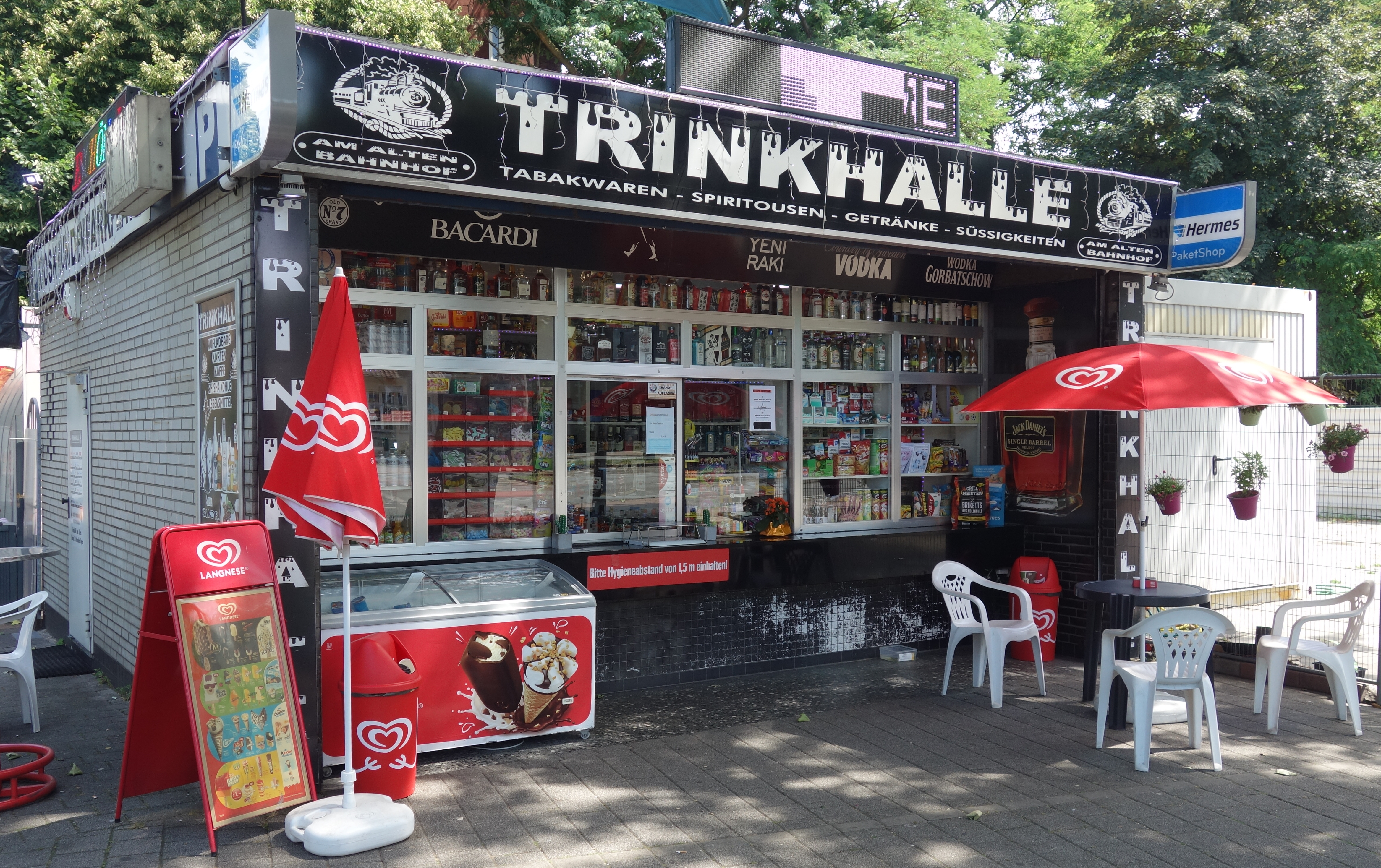
Typische Trinkhalle

## Personen mit Bezug zu Obermarxloh
- Anton Riederer (1929–2004), deutscher Politiker und ehemaliger Vorsitzender des SPD-Ortsvereins Alt-Hamborn/Obermarxloh
- Sabine Weiss (* 1958), deutsche Politikerin, ehemalige Vorsitzende des CDU-Ortsverbandes Obermarxloh und seit 2009 Bundestagsabgeordnete
- Burak Yilmaz (* 1987), in Duisburg tätiger Pädagoge, aufgewachsen in Obermarxloh.